# 尾崎豆
尾崎 豆（おざき まめ、1974年〈昭和49年〉10月6日 - ）は日本の替え歌タレント、YouTuber、作詞家である。TBSテレビ「学校へ行こう!」の企画、「B-RAPハイスクール」の出演者として知られる。過去に吉本興業に所属していた。

## 来歴
出身地は東京都新宿区。誕生日は10月6日。2021年放送の「学校へ行こう!」での発言から、1974年生まれであることが判明した、とされていたが、これは番組構成上のネタであったと本人が取材で答えた。
学校の飲み会での替え歌が評判が良く、これが「学校へ行こう!」の企画「B-RAPハイスクール」のオーディションに参加するきっかけになった。見事にオーディションに合格し、尾崎豊の曲『15の夜』の替え歌「15の昼」内の「盗んだバイクを買わされた」の歌詞が人気となった。
「学校へ行こう!」終了後は吉本興業に所属したものの、給与が14円の時もあり、鳴かず飛ばずであった。加えて吉本興業の先輩芸人のモラハラ、パワハラにより心療内科に通院するまでとなり自主退職した。
2022年、歌手デビューをYouTube等で報告し、同年1月21日に「かすみ」を配信でリリースした。
作曲は脇知弘等に楽曲提供をしたコロちむが担当。 本来は作詞家としてデビューしたかったが、コロちむから本人の歌唱を条件にと熱望され歌う事となった。
現在はフリーランスの芸人として主にお笑いライブ、YouTubeやTikTokで活動。

## 芸風
主に尾崎豊の替え歌をするが、曲の歌詞は低身長や少年が、不良にいじめられるシーン等を題材にした曲が多い。声は尾崎豊本人に全く似ていない。替え歌以外に物真似ネタがある。

## 人物
「B-RAPハイスクール」出演当時は、低身長と高い声、白いTシャツの裾をジーンズに入れるスタイル、童顔とも老け顔ともとれる顔が特徴であった。当時は年齢だけでなく性別も公表していなかったため女性説もあったが、近年（2022年時点）は頭髪が薄くなり声も低くなっている。また、顔立ちも現在では中性的な要素が無くなり老け顔の中高年男性という印象になっている。
普段は実家や親戚のところでアルバイトをして生計を立てている。
特技は中学から始めた障害馬術であったが骨折により18歳の時に断念した。
趣味はNゲージの鉄道模型、国鉄時代の通勤車両やL特急が好み、乗り鉄でもある。軍用機や戦車も好きで軍用機はソ連時代のMig21 - 29、Su32 - 37、フランスのミラージュ2000、戦車はナチスドイツ時代のティーガーや日本の陸上自衛隊90式、10式の模型などが好みである。
プロ野球東京ヤクルトスワローズの大ファン。村上宗隆推しでスワローズ球団マスコットキャラクターのつば九郎を「先生」と呼ぶ。

## エピソード
「B-RAPハイスクール」の応募は本来ハガキであるが、尾崎豆はTBSテレビの苦情センターに連絡し、「学校へ行こう!」のスタッフルームに繋いでもらい応募したという。
2021年10月26日放送の「学校へ行こう!」にて披露した歌詞の中で「現在47歳」と書き歌う事を番組総合演出に「次の仕事と引き換え」にネタにする事となったが、仕事には繋がらなかったとインタビューに答えた。

## 出演
- 学校に行こう!  -  2003年4月[12]- 2004年頃[5]、2021年10月26日[13]。
- ギリギリ有名人が逃走中 -2016年 12月11日[14]。

## ディスコグラフィー
| 枚  | 発売日        | タイトル | 概要     |
| --- | ------------- | -------- | -------- |
| 1st | 2022年1月21日 | かすみ   | 配信限定 |

## イベント
- 「尾崎豆のあっちへ行ったりこっちへ行ったり～一発屋にもなれなかった不発芸人!!10年振りに復活?!～」2016年[5]
- 「Teenage」2017年[15]
- 「尾崎豆とその仲間達によるトークライブ&交流会」2020年[16]